# Nowy Staw (województwo świętokrzyskie)
Nowy Staw – wieś w Polsce położona w województwie świętokrzyskim, w powiecie kieleckim, w gminie Łagów.
| SIMC    | Nazwa     | Rodzaj                          |
| ------- | --------- | ------------------------------- |
| 0247806 | Cegielnia | część wsi                       |
| 0247812 | Kolonie   | część wsi (zniesiona w 2023 r.) |

W latach 1975–1998 miejscowość położona była w województwie kieleckim.
Wieś położona jest w granicach Cisowsko-Orłowińskiego Parku Krajobrazowego. Na jej terenie znajduje się pomnik przyrody – źródło szczelinowo-krasowe. Woda wypływa tu ze szczelin w wapieniach i dolomitach, tworząc staw o średnicy ok. 7 m, ulokowany w naturalnym zagłębieniu terenu. Na dnie można zaobserwować zjawisko pulsowania piasku. Źródło ma wydajność 8 l/s.